# フランソワ＝オーギュスト・ビアール
フランソワ＝オーギュスト・ビアール（François-Auguste Biard、1799年6月29日 -  1882年6月20日）はフランスの画家、探検家である。北極探検に参加し、アマゾンを旅し、ドラマチックな題材の絵画を描いた。

## 略歴
リヨンで生まれた。リヨン国立高等美術学校で、ピエール・レヴォワル(Pierre Révoil)やフルーリ＝フランソワ・リシャール(Fleury-Francois Richard)に学んだ。イタリア、ギリシャ、中東を旅し、1824年にパリの展覧会に出展するようになった。1827年には再び、マルタ、キプロス、エジプトを旅した。中東などの旅先の風俗や戦場場面も描いた。1838年にレジオンドヌール勲章（シュバリエ）を受勲した。
1838年に北極探検家、ジョセフ・ポール・ガイマールが率いるルシェルシュ号（La Recherche）によるラップランド、スピッツベルゲン島、フェロー諸島への探検航海に参加した。この航海には画家としてビアールとバルテルミー・ローヴェルニュ(Barthélemy Lauvergne:1805-1871)が参加し、1839年から1840年まで、フィンランド、ロシアを航海した。この航海にはビアールの婚約者で作家のレオニー・ドーネ(Léonie d’Aunet:1820-1879)も参加し、ドーネは北極探検に参加した最初の女性となった。
ビアールはこの探検航海の探検記の共著者となり、北極探検を題材にした絵画を描くことになった。
1840年にレオニー・ドーネと結婚したが、この結婚は1845年にレオニーと有名な作家、ヴィクトル・ユーゴーとの姦通事件で、1855年に離婚することで終わった。
1858年頃はブラジルに2年間滞在し、ブラジル皇帝ペドロ2世にもとで働いた。リオデジャネイロを拠点に、周辺地域やアマゾン河流域に調査に入った。早くからインディオの人々を描いた画家の一人となった。皇帝からはブラジルの美術アカデミーで教授になることを望まれたが、好きな旅を続けるために断った。フランスに帰国する前に、北アメリカを旅し、自らが反対する奴隷制度に関係する絵画を描いた。1862年に180点の版画を含むブラジルの旅行記を出版した。

## 作品

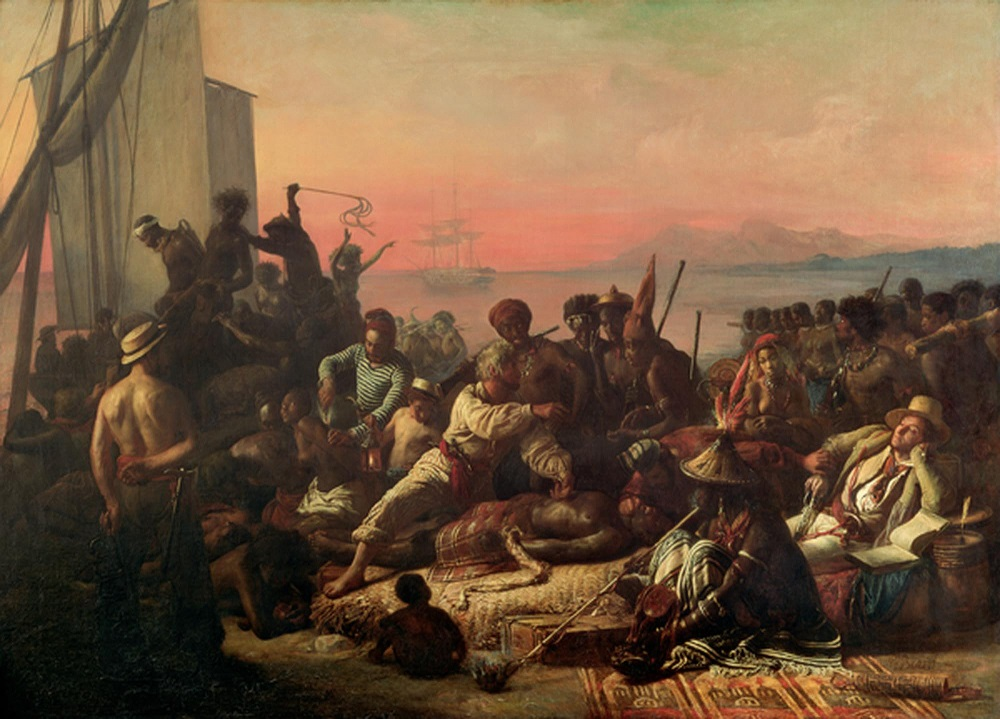
奴隷売買 (1833)
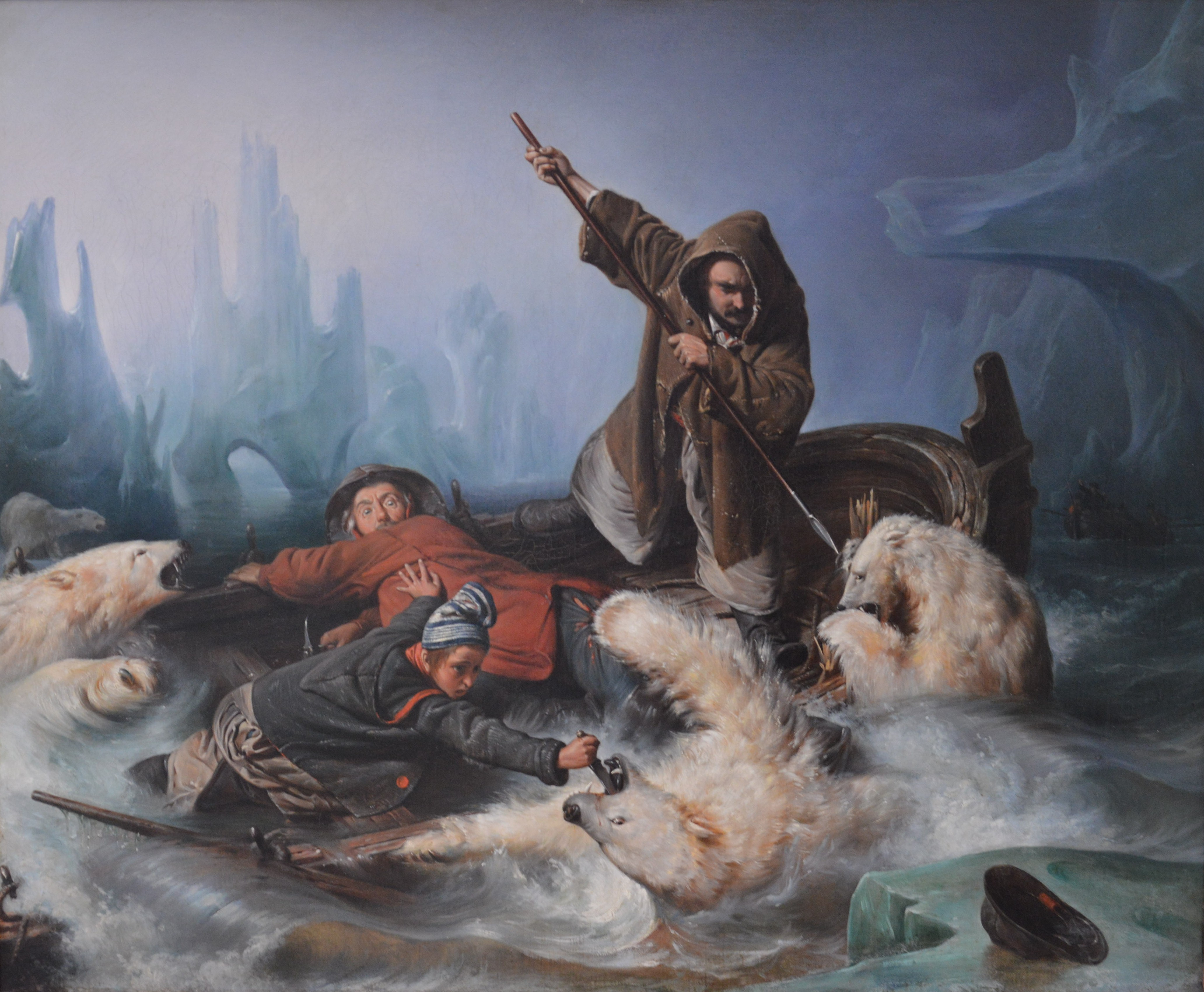
「北極熊との戦い」
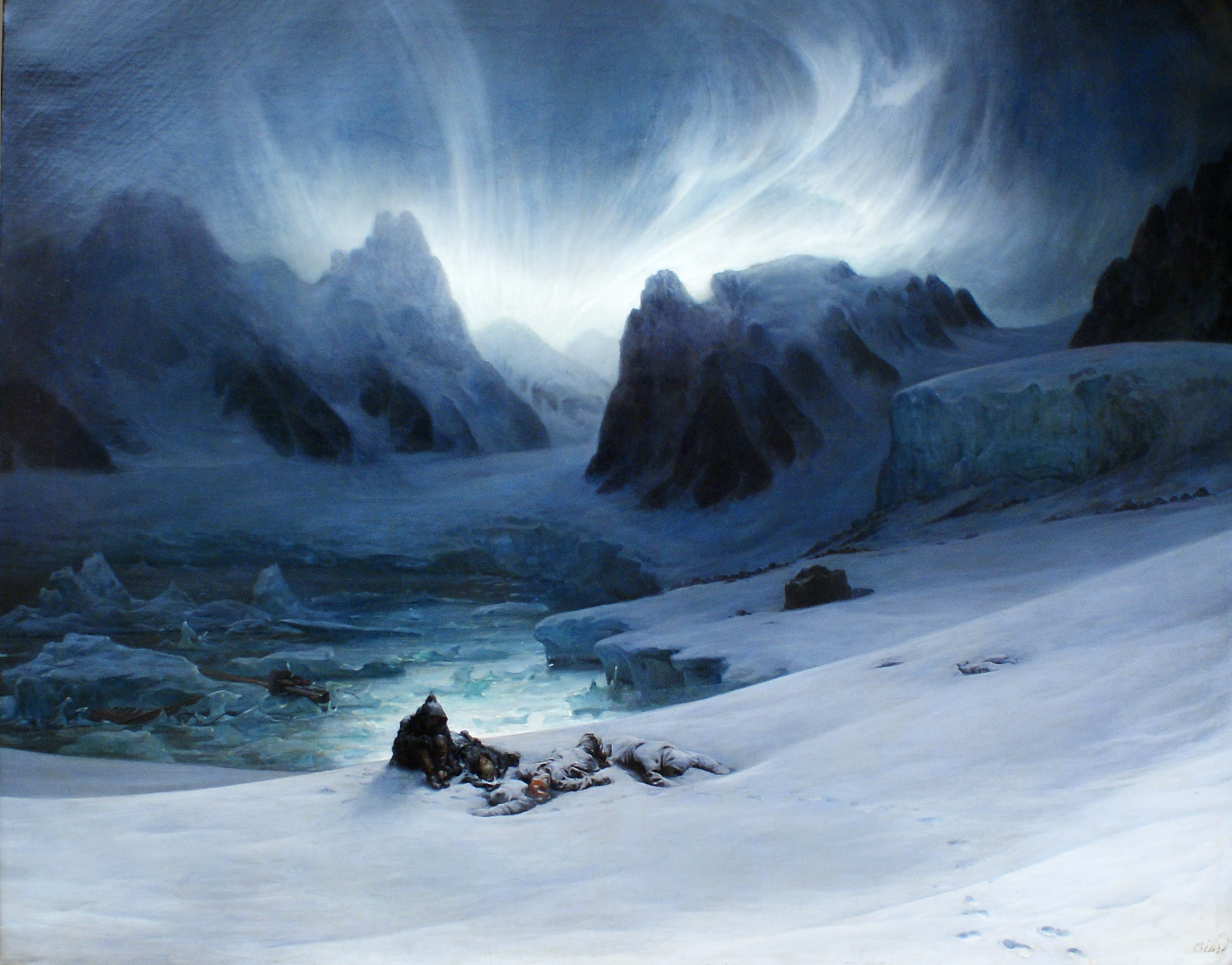
スヴァールバル諸島のマグダレーナ湾(1841)
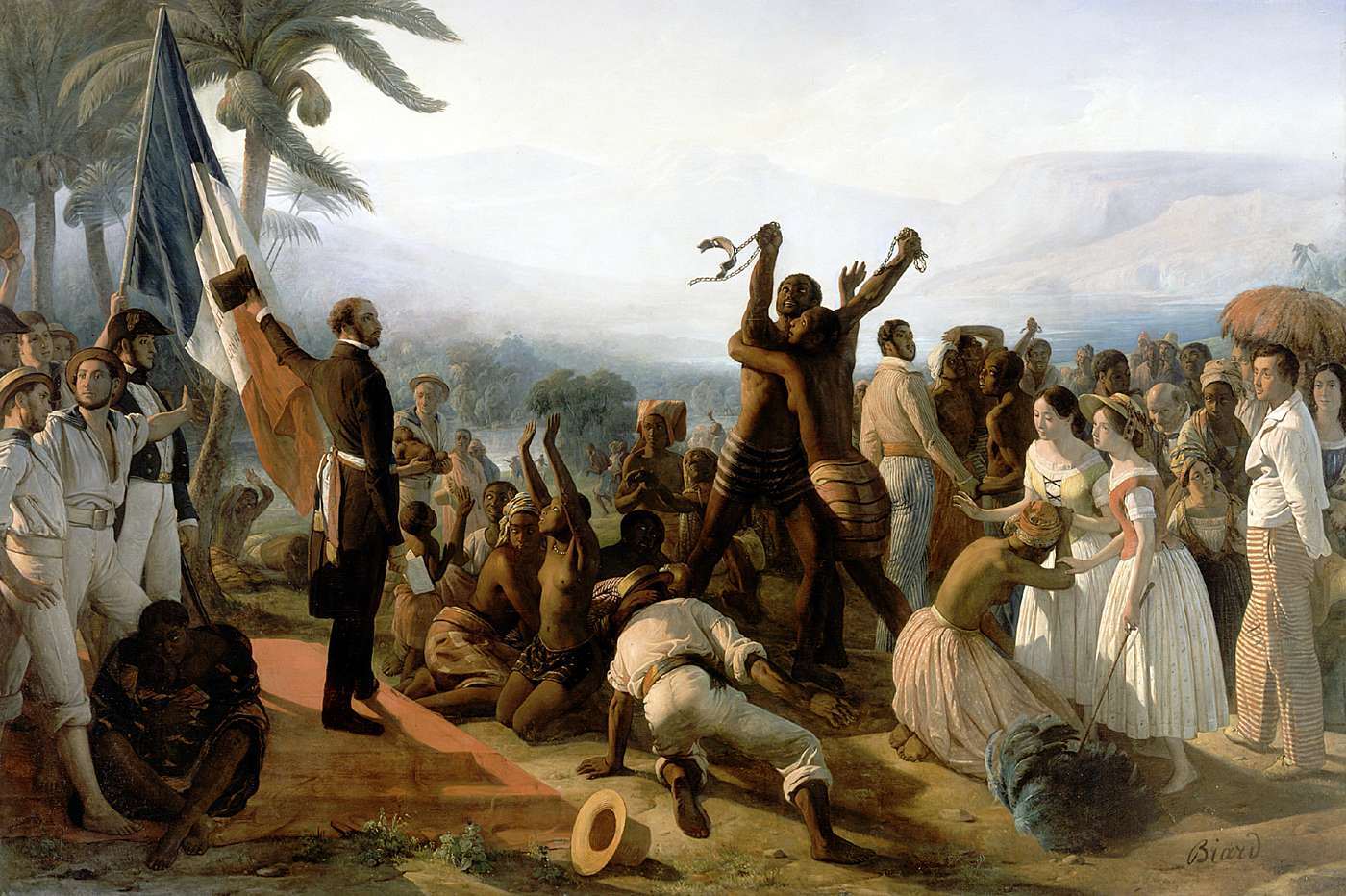
フランス植民地の奴隷解放
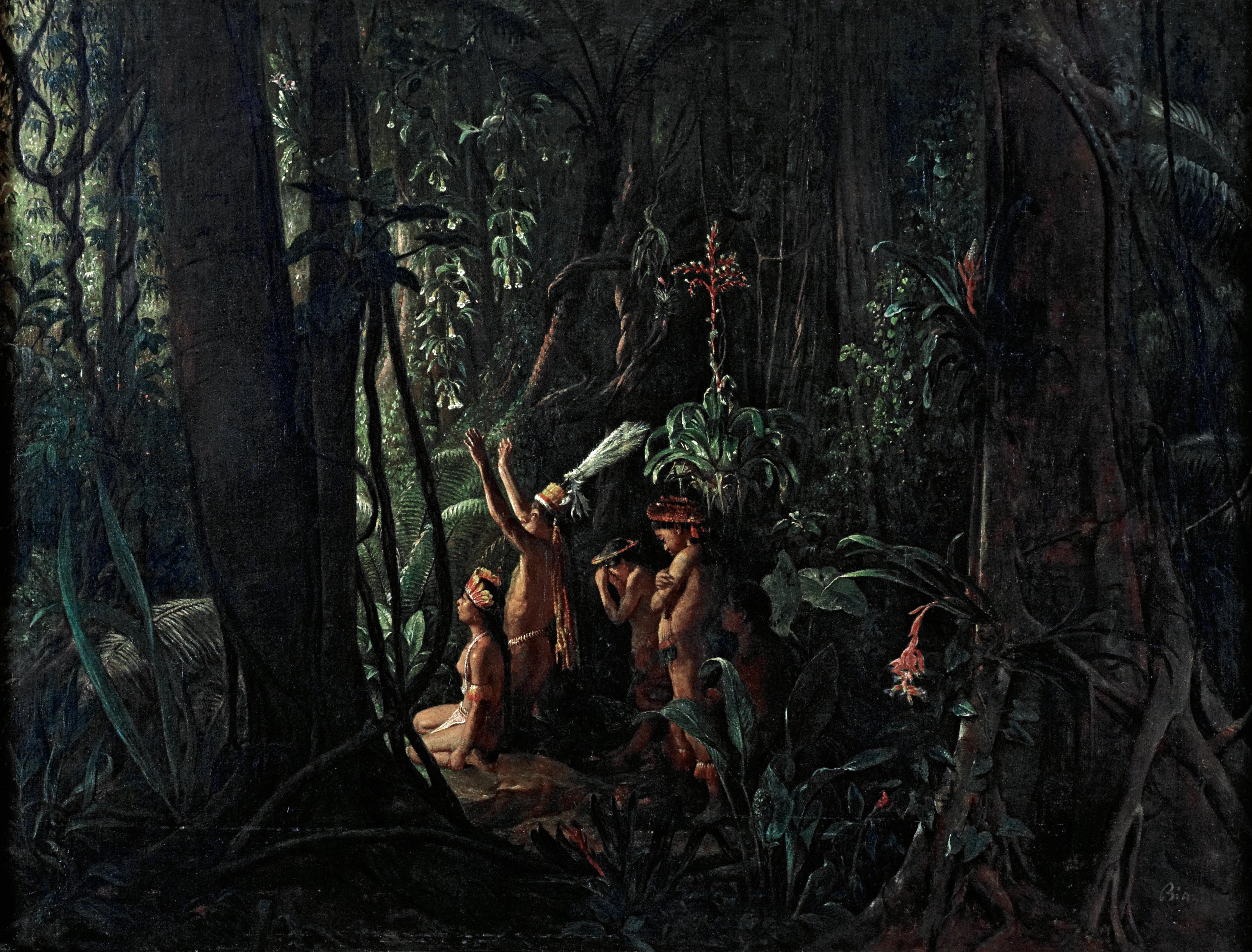
太陽神に祈るアマゾンのインディオ
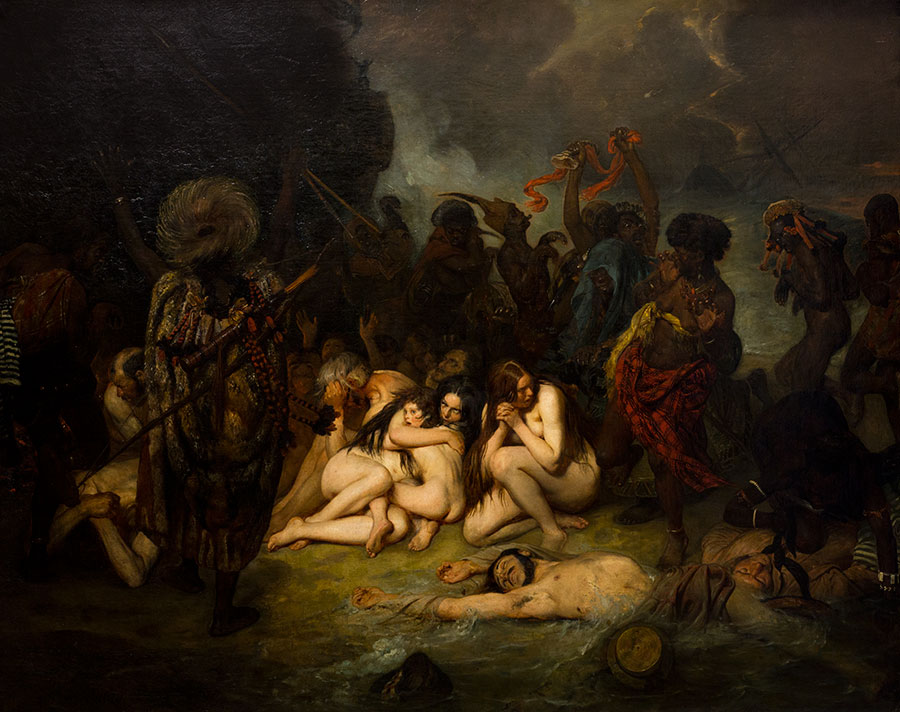
船の難破